# برای همیشه (ترانه ساندرا)
«برای همیشه» (به انگلیسی: Forever) تک‌آهنگی از هنرمند اهل آلمان ساندرا کرتو است که در سال ۲۰۰۱ میلادی منتشر شد.